# Kamenolomy na Montmartru

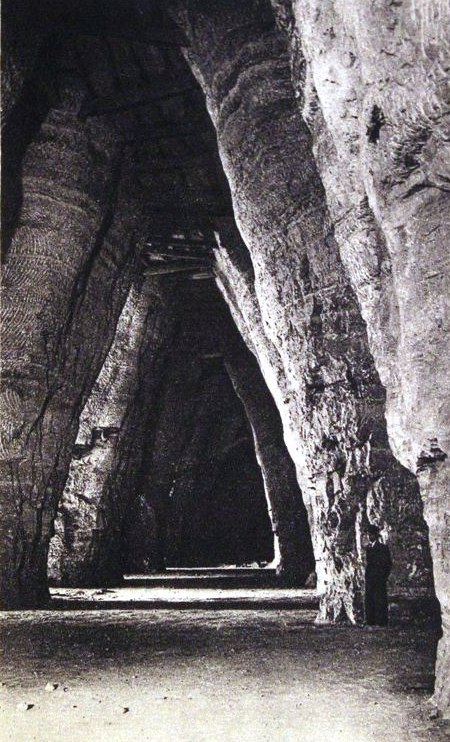
Sádrový lomu na Montmartru.

Lomy na Montmartru (francouzsky carrières de Montmartre) sloužily k těžbě sádrovce, který se zde dobýval již v galo-římském období, a byl upravován v mnoha vápenkách na kopci Montmartre. Využíval se k výrobě omítky, které se říkalo „pařížská omítka“ nebo „pařížská bílá“.

## Historie
Na konci 19. století se lomy rozkládaly ve více než 300 km štol. Sádrovec se v hlavním městě používal ve velkém.
Během Pařížské komuny se lomy na Montmartru proměnily v popraviště a masové hroby. Později byly nahrazeny hřbitovem Montmartre. Daly rovněž název současné čtvrti Grandes-Carrières.
Dnes jsou tyto lomy téměř zcela zasypány nebo odstřeleny. Jejich řízené odstřely proběhly během plánované výstavby. Pod některými ulicemi však zůstaly některé nepřístupné dutiny, které občas způsobí kolaps nebo sesuv půdy. Problém existoval již minimálně od roku 1785, kdy se Rue Lepic, která v té době byla pouze cestou, propadla. Ještě o 200 let později, během 80. let, byly kolapsy stále na denním pořádku a sdružení sousedů Butte Montmartre se snažila přesvědčit veřejné orgány, aby přijaly ochranná opatření. Poslední incident se stal v červenci 2018, kdy ulici zablokoval nákladní automobil, který se propadl. To si vyžádalo zásah pařížských hasičů.

## Význam v dějinách vědy
V lomech bylo nalezeno velké množství fosilií. V období mezi poslední čtvrtinou 18. století a první čtvrtinou 19. století hrály některé z těchto zkamenělin významnou roli ve vědeckých převratech té doby. Když Georges Cuvier přijel v roce 1795 do Paříže, začal studovat tyto zkameněliny. Některé z nich jsou uloženy v Národním přírodovědném muzeu v Paříži. Exempláře jako Palaegithalus cuvieri (fosilní pták), Peratherium cuvieri (fosilní vačnatec) či  různé exempláře rodu Palaeotherium, použil Cuvier, aby přispěl k základům věd, kterými jsou srovnávací anatomie a paleontologie, a také k uznání konceptu vymírání druhů.